# テレビ神奈川アニメ番組放送一覧
テレビ神奈川アニメ番組放送一覧（テレビかながわアニメばんぐみほうそういちらん）では、神奈川県の独立局であるテレビ神奈川（tvk）で放送中ないし以前に放送されたアニメ、アニメ情報番組を列挙している。
放送時刻はJST（日本標準時）で表記。

## 放送中・放送予定のアニメ
- 地上デジタル放送ではSD (4:3レターボックス) で搬入された作品において超額縁放送となっている。しかし、地上デジタル化の進行によりHDマスターで搬入される作品が増加したことから2008年以降は減少傾向にあり、現在では皆無となっている。
- ※情報ソース - tvk公式サイト、実際の番組本編より

### 新作アニメ
| 番組名                                 | 放送時間                        | 製作局 | 画質など | 備考 |
| -------------------------------------- | ------------------------------- | ------ | -------- | ---- |
| ちくわ戦記～おれのカワイイで地球侵略～ | 2025年4月8日 (火) 21:55 - 22:00 |        |          |      |
| 全力ウサギ シーズン2                   | 2025年4月13日 (日) 6:55 - 7:00  |        |          |      |

### 旧作アニメ

#### 全日帯（旧作）
- ドロンコロン(自社制作　オープニング直後に放送)

#### ゴールデン帯（旧作）
- ミスター味っ子（テレビ東京、日曜21:00 - 21-30）※HDリマスター版
- キャッツ・アイ 2nd season（読売テレビ、日曜21:30 - 22:00）※HDリマスター版
- 美味しんぼ（日本テレビ、日曜22:30 - 23:00）※HDリマスター版

#### 深夜帯（旧作）
- あおほし　(自社制作　クロージング直前に放送)

ちなみに、ドロンコロンとあおほしはtvk開局40周年記念で制作されたもので、現在でもクロージング直前、オープニング直後や穴埋め番組として放送されている。

## 過去に放送された新作アニメ

### 自社製作（共同製作含む）
Another(TOKYO MX、チバテレビと共同で制作参加)
AKB0048(東名阪ネット6の他5局、とちぎテレビ、群馬テレビ、北海道テレビと共同でプロデュース参加)

### 他局製作
※はUHFアニメ扱い

#### 日本テレビ系列
- 日本テレビ
  - 花は咲く、修羅の如く
- 読売テレビ
  - 無敵看板娘 ※
  - 乃木坂春香の秘密※
  - ケメコデラックス!※
  - 07-GHOST※（後に日本テレビでも放送）
  - 乃木坂春香の秘密 ぴゅあれっつぁ♪※
  - ドラゴンクライシス!※（後に日本テレビでも放送）
- 札幌テレビ放送
  - チビナックス

#### テレビ朝日系列
- 朝日放送・メ〜テレ
  - 銀色のオリンシス ※
- 九州朝日放送
  - こわぼん
  - 戦国鳥獣戯画
  - その時、カノジョは。
- 琉球朝日放送
  - はいたい七葉(琉球朝日放送、土 6:55 - 7:00)

#### TBS系列
- TBSテレビ
  - 英国戀物語エマ（第1期）※
  - Fate/stay night ※
  - まんがはじめて物語
  - 夜明け前より瑠璃色な 〜Crescent Love〜 ※
  - ノー・ガンズ・ライフ[注 1]
  - 五等分の花嫁[注 2]
  - 五等分の花嫁∬[注 3]
- 中部日本放送
  - 最終兵器彼女 ※
- 毎日放送
  - 銀河漂流バイファム13※
  - デビルマンレディー※
  - マイアミ☆ガンズ※
  - 成恵の世界 ※
  - セイクリッドセブン ※
  - 進撃の巨人（第2期のみ）
  - SSSS.GRIDMAN（BS11共同製作。1クール遅れ）
  - SSSS.DYNAZENON（BS11共同製作。1クール遅れ）
  - 東京リベンジャーズ聖夜決戦編（AT-X共同製作[注 4]）
  - 東京リベンジャーズ天竺編（AT-X共同製作[注 5]）
- 中部日本放送・中国放送・RKB毎日放送
  - 京極夏彦 巷説百物語 ※
- 中部日本放送・北海道放送・東北放送・RKB毎日放送
  - RAY THE ANIMATION※

#### フジテレビ系列
- 北海道文化放送・BSフジ
  - 理系が恋に落ちたので証明してみた。r=1-sinθ※第1期は未放送

#### テレビ東京系列
- テレビ東京
  - 熱血電波倶楽部
  - カレイドスター スペシャルセレクション ※

#### tvk以外の独立系
- TOKYO MX
  - BanG Dream!シリーズ（第2期のみ2クール遅れ）
  - Just Because!（アニメシアターX、BSフジ共同製作）
  - 明治東京恋伽（テレビ愛知、BSフジ共同製作。2クール遅れ）※
  - 神様になった日（BS11、メ〜テレ共同製作）
- 群馬テレビ
  - 戦隊ヒーロー スキヤキフォース（神奈川県内では地上波初放送

### その他
- 愛してるぜベイベ★★（2004年頃〜2005年 火曜20:00 - 20:30）
- ぽかぽか森のラスカル（2005年頃〜2007年 日曜18:15 - 18:20→日曜18:10 - 18:15）[HV]
- 天体戦士サンレッド（第1期）金 24:45 - 25:00[HV]
- 京浜家族 金 24:30 - 24:37 [HV]
- 恋と嘘（2017年7月 - 9月、月曜25:00 - 25:30）
- シルバニアファミリー ミニストーリー Season2（2018年10月 - 12月、土曜朝）
- 転生したらスライムだった件（BS11、2018年10月 - 2019年3月、月曜25:00 - 25:30）※第1期[注 6]
- カードファイト!! ヴァンガード (2018年版)（2018年5月 - 2019年5月、水曜25:00 - 25:30）
- Dr.STONE（2019年10月 - 2020年3月、2021年1月 - 6月）※いずれも本放送から1クール遅れ
- D4DJ First Mix（2020年10月 - 2021年1月、TOKYO MX・チバテレなどと同時かつ最速放送）
- どすこい すしずもう（2021年4月 - 2022年3月）
- 吸血鬼すぐ死ぬ（BS11、2021年10月 - 12月）
- ぐんまちゃん（2021年10月 - 12月）※本局が幹事
- 暗黒家族 ワラビさん（2021年10月 - 12月）
- 無職転生 〜異世界行ったら本気だす〜第2クール（2022年1月 - 3月）※本放送から1クール遅れ
- ゾンビランドサガ リベンジ（AT-X）
- 吸血鬼すぐ死ぬ2（BS11、2023年1月 - 3月）
- 【推しの子】（2023年4月 - 6月）
- 炸裂!あまびえ姫 Season2（2023年4月 - 6月）※第1期は本局未放送。
- 私の推しは悪役令嬢。（2023年10月 - 12月）
- ダンジョン飯（2024年1月 - 6月）
- 【推しの子】 第2期（2024年7月 - 10月）
- 2.5次元の誘惑（2024年7月 - 12月）
- 空色ユーティリティ（2025年1月 - 3月）
- 想星のアクエリオン Myth of Emotions（2025年1月 - 3月）

## 過去の旧作アニメ

### 午前帯（過去の旧作）
- NINKU -忍空-（1999年頃〜2000年頃 平日8:30 - 9:00）
- じゃりン子チエ（2000年頃〜2001年頃 平日8:30 - 9:00）
- TVK名作アニメーション枠
  - フランダースの犬（1999年 昼11:30 - 12:00）
  - あらいぐまラスカル（1999年 昼11:30 - 12:00）（2007年 朝8:00 - 8:30）
  - トム・ソーヤの冒険（2007年 朝8:00 - 8:30）
  - 母をたずねて三千里（2007年〜2008年 朝8:00 - 8:30）
  - 赤毛のアン（2007年〜2008年 朝8:00 - 8:30）
  - アルプスの少女ハイジ（2008年 朝8:00 - 8:30）
  - 名犬ジョリィ（2008年 - 2009年 朝8:00 - 8:30）
    - ※約6年ぶりに復活した午前中の再放送枠（毎週火曜〜金曜、2008年始は1月2日から）だったが、名作劇場3作の放送を完結したところで一旦テレショップ枠となった。

  - トム・ソーヤの冒険（2011年 朝8:00 - 8:30）
  - 七つの海のティコ（2011年 朝8:00 - 8:30）
  - ジャングル大帝（第1作）（2011年 朝8:00 - 8:30）
  - リボンの騎士（2011年 朝8:00 - 8:30）
  - フランダースの犬（2012年 朝8:00 - 8:30) - HDリマスターで放送
  - プリキュアシリーズ
    - ハートキャッチプリキュア!　(2012年6月〜8月 朝8:00 - 8:30)
    - スイートプリキュア♪　(2012年11月〜13年2月 朝8:00 - 8:30)
    - スマイルプリキュア!（朝8:00 - 8:30）
    - ドキドキ!プリキュア（朝8:00 - 8:30）
    - Go!プリンセスプリキュア(朝8:00 - 8:30)

  - ぴっちぴち♪しずくちゃん（木曜18:30 - 19:00）
- さくらももこ劇場 コジコジ（2018年 - 2020年 土曜8:00 - 8:25）
- 美少女戦士セーラームーン（2020年 - 2021年 土曜8:00 - 8:30）
- 美少女戦士セーラームーンR（2021年 - 2022年 土曜8:30 - 9:00）

### 夕刻帯（過去の旧作）
2004年10月頃まで月曜〜木曜夕方18:30 - 19:00はtvkアニメ再放送枠だった。  
- プリキュアシリーズ
  - 魔法つかいプリキュア!
- みつばちマーヤの冒険（2002年〜2003年頃 月曜18:30 - 19:00）
- 家族ロビンソン漂流記 ふしぎな島のフローネ（2003年〜2005年 月曜18:30 - 19:00→火曜19:00 - 19:30）
- じゃりン子チエ（2001年頃〜2004年頃 火曜18:30 - 19:00）
- 名犬ジョリィ（2004年頃〜2005年頃 水曜18:30 - 19:00→木曜19:00 - 19:30）
- キャッツ♥アイ（2003年頃〜2004年頃 木曜18:30 - 19:00）
- トムとジェリー（2005年頃〜2006年頃 木曜17:00 - 17:30）
- ワールドフールニュース PARTII（2017年10月 - 12月。火曜18:15 - 18:30）※第2期。神奈川県内では地上波初放送

### ゴールデンタイム帯（過去の旧作）
- おジャ魔女どれみナ・イ・ショ（2005年 火曜20:00 - 20:30）
- ザ・シンプソンズ（不定期放送 平日17:00〜17:30 火曜20:00 - 20:30 木曜21:00 - 21:30）
- SLAM DUNK（2020年1月 - 2021年8月、金曜23:00 → 日曜22:30）※放送初日など、数話集中放送した日もある。
- ガラスの仮面（2021年4月 - 11月、日曜20:00 - 20:27）※1984年版
- キャプテン（2021年4月 - 11月、日曜20:27 - 20:55）
- 科学忍者隊ガッチャマン（2021年12月 - 2022年3月、日曜20:27 - 20:55）※傑作選
- ドテラマン（2022年3月、日曜20:27 - 20:55）※傑作選
- エースをねらえ!（2021年11月 - 2022年6月、日曜20:00 - 20:27）
- 北斗の拳（日曜21:00 - 22:00）※HDリマスター版
- 七つの海のティコ※ハイビジョン製作、HDリマスター版
- マッハGoGoGo※HDリマスター版
- らんま1/2※HDリマスター版
- 装甲騎兵ボトムズ※HDリマスター版
- スペースコブラ※HDリマスター版
- タッチ※HDリマスター版
- 魔法騎士レイアース※HDリマスター版
- キャッツ・アイ※HDリマスター版
- ダーティペア※HDリマスター版
- 姫ちゃんのリボン※HDリマスター版
- BUZZER BEATER※HDリマスター版

### 深夜帯（過去の旧作）
※印:神奈川県内では地上波初放送
- マクロスF（2011年1月〜6月 1月〜3月:金曜 23:00 - 23:30 4月〜6月:日曜 23:30 - 24:00)
- サイバーシックス（2012年4月〜6月 土曜 25:00 - 25:30）
- Peeping Life TV シーズン1 ??（2017年4月 - 6月 金曜 25:00 - 25:30）
- ナースウィッチ小麦ちゃんR（2017年4月 - 6月 月曜25:00 - 25:30）
- THE FROGMAN SHOW（2017年10月 - 12月 金曜25:00 - 25:30）
- 戦姫絶唱シンフォギアGX（2017年10月 - 12月 火曜25:00 - 25:30）※
- ろんぐらいだぁす!（2017年10月 - 12月 水曜25:00 - 25:30）※
- ナナマル サンバツ（2018年1月 - 3月 火曜25:00 - 25:30）
- 秘密結社鷹の爪 カウントダウン（2018年1月 - 3月、金曜25:00 - 25:30）
- 幕末義人伝 浪漫（2018年1月 - 3月、木曜25:00 - 25:30）
- はじめてのギャル（2018年4月 - 6月、木曜25:00 - 25:30）※
- Infini-T Force（2018年4月 - 6月、金曜25:00 - 25:30）
- 神様はじめましたシリーズ（2018年4月 - 9月、火曜25:00 - 25:30）
- 僕の彼女がマジメ過ぎるしょびっちな件（2018年10月 - 12月、火曜25:00 - 25:30）※
- からかい上手の高木さん（2018年10月 - 12月、木曜25:00 - 25:30）※
- シティーハンター2
- 五等分の花嫁（2020年2月 - 4月）
- やはり俺の青春ラブコメはまちがっている。（2020年4月 - 6月）
- 新世紀エヴァンゲリオン（2020年1月 - 6月）
- BRAVE10（2020年7月 - 9月）
- TIGER & BUNNY（2020年5月 - 10月）※
- やはり俺の青春ラブコメはまちがっている。続（2020年10月 - 12月）
- 機動戦士ガンダム（2020年4月 - 2021年2月）
- やはり俺の青春ラブコメはまちがっている。完（2021年1月 - 3月）[注 7]
- 荒川アンダー ザ ブリッジ（2021年3月 - 6月）
- ゆるキャン△（2021年6月 - 8月）
- 無職転生 〜異世界行ったら本気だす〜第1クール（2021年7月 - 9月）[注 8]
- ゆるキャン△ season2（2021年9月 - 11月）
- ひだまりスケッチ（2021年10月 - 12月）
- 宇宙よりも遠い場所（2022年4月 - 6月）※
- ゴールデンカムイシリーズ（2022年7月 - 2023年3月）※
- 銀河鉄道999（2020年7月 - 2022年9月）
- 機動戦士ガンダムΖΖ※HDリマスター版
- 蒼穹のファフナー EXODUS
- 機動戦士ガンダムSEED

## 過去のUHFアニメの主な作品
※はテレビ神奈川が幹事を務めた作品。
- ※ストロベリー･パニック
- ※はぴねす!
- ※京四郎と永遠の空
- ※動画大陸
- 魔法少女リリカルなのは (A's、Strikers含む)
- フラカッパー（三重テレビ、チバテレビ、KBS京都と共同制作、tvkは幹事社）
- Funny Pets Plus（KBS京都と共同制作）[HV]

## 過去に放送したアニメ・ゲーム情報番組
- アニメ天国（2005年4月 - 2007年9月）
  - 2007年10月 - 2010年3月まで番組自体はキッズステーションにて放送した。
- まんとら〜マンガ虎の穴〜（2005年4月〜2008年3月）
  - 一時期テレビ大阪でもネットされていた。
- @Tunes.（2006年10月 - 2008年9月）
  - 番組自体はアニマックスにて2009年9月まで放送。
- アニソン★カフェ ゆめが丘 （2009年1月 - 2009年9月）
  - KBS京都、BS11にもネット。
- Run Run LAN! （2009年4月 - 2009年9月）
  - テレ玉からネット。
- アニメTV（1999年4月 - 2010年3月、2015年7月-9月）
  - 番組自体はTOKYO MXやAT-Xなどでも放送された。
- 超!アニメ天国（2010年4月 - 12月）
  - KBS京都にもネット（放送はKBS京都が1週間先行）。
- AG学園 あに☆ぶん（2010年4月 - 2013年12月）
  - 後にテレ玉、チバテレにもネット。
- D4DJ First Mix TV（2020年10月）

## tvkアニメまつり
tvkが幹事を務める新作アニメを中心とした声優陣のトークショー、主題歌のライブステージなどを行うイベントである。2008年に関東ローカル局単独のアニメ関連イベントとしては初めて開催された。
独立局が主体となってアニメ関連のイベントをほぼ定期的に開催するのは非常に珍しい。2016年より休止状態となっている。
開催履歴
| 開催日         | イベント名                 | 会場                            | 参加作品・出演者 | 備考                                 |
| -------------- | -------------------------- | ------------------------------- | --- | ------------------------------------ |
| 2008年3月22日  | tvkアニメまつり2008        | ヨコハマNEWSハーバー 関内ホール | ホールイベント（関内ホール） 司会：富樫吉樹（tvkアナウンサー） 仮面のメイドガイ - 井口裕香・小山力也・豊口めぐみ・福山芳樹 俗・さよなら絶望先生 - 神谷浩史（ビデオ出演） D.C.II S.S. - 高垣彩陽 我が家のお稲荷さま。 - ゆかな true tears - 名塚佳織・高垣彩陽・井口祐香 - true tears こちらチューリップ放送局公開録音を実施。 Anime-TV公開収録（ヨコハマNEWSハーバー） - 司会：山本麻里安 - ゲスト：佐藤ひろ美・矢田みこ | 開局35周年記念開催                   |
| 2008年11月24日 | tvkアニメまつり2008 ver2.0 | ヨコハマNEWSハーバー 関内ホール | ホールイベント（関内ホール） 司会：富樫吉樹（tvkアナウンサー）、山本彩乃 鋼殻のレギオス - 声優：岡本信彦・中原麻衣・高橋美佳子・大亀あすか - 歌手：Daisy×Daisy・Chrome Shelled CHAOS;HEAD - 声優：喜多村英梨・宮崎羽衣・たかはし智秋 - 歌手：いとうかなこ・加賀美セイラ（ビデオ出演） まかでみ・WAっしょい! - 声優：宮崎羽衣・福井裕佳梨 - 歌手：村田あゆみ 天体戦士サンレッド - manzo 屍姫 赫 - 羽染達也・秋山奈々 RIDEBACK - 水樹奈々（手紙メッセージ） まりあ†ほりっく - 真田アサミ・小林ゆう・井上麻里奈 Anime-TV公開収録（ヨコハマNEWSハーバー） - 司会：藤田咲 - ゲスト：中島裕美子・SHIGERU(AciD FLavoR)・彩音 |                                      |
| 2009年6月27日  | tvkアニメまつり2009        | 日本青年館                      | 司会：富樫吉樹（tvkアナウンサー）、山本彩乃 おまもりひまり - 小清水亜美、野水伊織、真堂圭、大亀あすか そらのおとしもの - 保志総一朗、早見沙織、美名、高垣彩陽 懺・さよなら絶望先生 - 神谷浩史・新谷良子・野中藍（いずれもビデオ出演） うみねこのなく頃に - 志方あきこ アニソン★カフェ ゆめが丘 - 羽多野渉・野水伊織・西明日香・吉崎亮太・藏合紗恵子・伊東久美子ほか アスラクライン - 入野自由・戸松遥（いずれもビデオ出演） NEEDLESS - 喜多村英梨・遠藤綾 プリンセスラバー! - yozuca*・橋本みゆき | 県域局としては異例の東京都内での開催 |
| 2010年9月23日  | tvkアニメまつり2010        | 関内ホール                      | 司会：三浦綾子（tvkアナウンサー）、山本彩乃 これはゾンビですか? - 野水伊織・間島淳司・日笠陽子・金元寿子・蜂屋誠一 パンティ&ストッキングwithガーターベルト - 小笠原亜里沙・真鍋義朗(ガイナックス)ほか 探偵オペラ ミルキィホームズ - ミルキィホームズ（三森すずこ、徳井青空、佐々木未来、橘田いずみ）・木谷高明 PV上映 - オオカミさんと七人の仲間たち - えむえむっ! - 百花繚乱 サムライガールズ 生徒会役員共 - 日笠陽子・白石稔 - アニメ『生徒会役員共』が全部わかるラジオ、略して全ラ!公開録音を実施 そらのおとしものf - 野水伊織・福原香織 |                                      |
| 2012年3月20日  | tvkアニメまつり2012        | 関内ホール                      | 司会：根岸佑輔(tvkアナウンサー)、本多真梨子 これはゾンビですか?オブ・ザ・デッド - 野水伊織・月宮みどり・合田彩 Another - 高森奈津美・五十嵐裕美（いずれもビデオ出演） モーレツ宇宙海賊 - 松風雅也・佐藤竜雄 アニ★ゆめ - 富樫美鈴・村井理沙子・積田かよ子・小澤瑞希・神出サヤ・慶長美沙紀・山田奈都美 謎の彼女X - 古谷彩子（ビデオ出演） AKB0048 - 仲谷明香・岩田華怜・神田朱未・白石涼子 | 開局40周年記念開催                   |
| 2013年4月7日   | tvkアニメまつり2013        | 関内ホール                      | 司会：翁長舞（tvkアナウンサー） 問題児たちが異世界から来るそうですよ? - 浅沼晋太郎・野水伊織・ブリドカットセーラ恵美 RDG レッドデータガール - 第1話先行上映のみ 惡の華 - 植田慎一郎・伊瀬茉莉也・日笠陽子（いずれもビデオ出演） アニ★ゆめ 月宮みどり・村井理沙子・村上まどか・小松真奈・小澤瑞季・山田奈都美・神出サヤほか おとりよせ王子 飯田好実 - 近江陽一郎 TV・局中法度! - 近江陽一郎 AKB0048 - 河森正治総監督・三田麻央（NMB48）・かかずゆみ デート・ア・ライブ - 第1話先行上映のみ 波打際のむろみさん - 上坂すみれ よんでますよ、アザゼルさん。Z - 第1話先行上映のみ |                                      |
| 2014年1月19日  | tvkアニメまつり2014        | 川崎市教育文化会館              | 司会：翁長舞（tvkアナウンサー）、阿久津愼太郎 よってこ てんてこ め江戸かふぇ - 大地丙太郎・め江戸シスターズ(東城咲耶子・千葉芙美香・前原未晴) 劇場版 モーレツ宇宙海賊 - 佐藤竜雄、小松未可子、下田麻美、松風雅也 いなり、こんこん、恋いろは。 - May'n（ビデオ出演） マケン姫っ!通 - 下屋則子、野水伊織、藏合紗恵子 TV・局中法度! - 阿久津愼太郎、池岡亮介 映画「1/11 じゅういちぶんのいち」 - 池岡亮介、阿久津愼太郎 ゴールデンタイム - 古川慎、木戸衣吹、佐藤聡美 生徒会役員共* - 佐藤聡美、椎名へきる、白石稔 - 「アニメ『生徒会役員共*』が全部わかるラジオ Super Positive Nippon 略して全ラ!すっぽんぽん!!」公開録音を実施 アーティストゲスト - アニ☆ゆめ、まろに☆え〜る（設楽麻美、野水伊織、小林元子）、アフィリア・サーガ・彩音 |                                      |
| 2015年4月4日   | tvkアニメまつり2015        | 関内ホール                      | 司会：森川智之、トーマスサリー（tvkアナウンサー） VAMPIRE HOLMES - 瀬名快伸 少年ハリウッド -HOLLY STAGE FOR 50- - ZEN THE HOLLYWOOD 実在性ミリオンアーサー 探偵歌劇 ミルキィホームズ TD - 三森すずこ・橘田いずみ 森川さんのはっぴーぼーらっきー - 森川智之・松風雅也 フランチェスカ - 工藤沙貴・井澤佳の実・牧野由依 ISUCA - アフィリア・サーガ アーティストゲスト - AMG坂本歌劇団・アニ☆ゆめ |                                      |

テレビ放送
- Anime-TV tvkアニメまつり公開収録(2008年4月12日 24:00 - 24:30)
- Anime-TV tvkアニメまつり2.0公開収録(2008年12月13日 24:00 - 24:30)
- tvk開局40周年記念 tvkアニメまつり2012(2012年3月31日 25:00 - 25:30)
- tvkアニメまつり2013(2013年4月21日 23:00 - 23:30)
- tvkアニメまつり2014(2014年2月2日 25:05 - 25:35)
- tvkアニメまつり2015(2015年4月19日 24:30 - 25:00)